# Galianthe reitzii
Galianthe reitzii är en måreväxtart som beskrevs av Elsa Leonor Cabral. Galianthe reitzii ingår i släktet Galianthe och familjen måreväxter. Inga underarter finns listade i Catalogue of Life.